# Frevel (Film)
Frevel ist ein deutscher Spielfilm aus dem Jahre 1983 von und mit Peter Fleischmann in der Hauptrolle.

## Handlung
Kriminaldirektor Lohmann ist ein erfahrener Polizist, dem in seinem Berufsleben keine menschlichen Abgründe unbekannt geblieben sind. Seine Aufklärungsquote ist landesweit unerreicht. Nun aber wird er mit einem Fall konfrontiert, der alles bisher dagewesene in den Schatten stellt. Eine junge Frau namens Annette wird eingeliefert, die etwas Unfassbares getan haben soll: Die blässliche Blondine wurde wegen Mordes an ihrem eigenen Kind verhaftet. Annette schweigt beharrlich, ihr Blick strahlt zugleich Verletztheit und Stolz aber auch Beharrlichkeit aus. Eigentlich wollte Direktor Lohmann mit Familie zu dem alljährlichen Sommerurlaub aufbrechen, doch daraus wird nun nichts, denn dieser Fall und diese Frau in dem rot leuchtenden Kleid und mit einem apathischen Blick ausgestattet, der ins Leere stiert, fixen ihn regelrecht an. 
Fasziniert von ihrem unergründlichen Wesen bleibt er im Kommissariat und macht diesen Fall der Kindestötung zu seinem eigenen Fall. Mehr und mehr verschmelzen Tat, Täterin und der Kriminale zu einer Einheit, und Lohmann taucht in eine Welt ein, die ihm bislang fremd war. Er versucht Annette zum Reden zu bringen und die Hintergründe ihrer Bluttat zu verstehen. Dabei gerät der erfahrene Polizist immer stärker in Annettes Bann und hilft ihr final sogar mithilfe gefälschter Pässe zur Flucht über die Grenze. Damit fällt Lohmann völlig aus seiner bisherigen, wohlgeordneten Existenz heraus und wird vom Verbrecherjäger zum Mittäter, der sein altes, in geregelten Bahnen verlaufendes Leben ganz bewusst fortwirft und seine Hilfe für eine Täterin zugleich als Gelegenheit begreift, woanders noch einmal von vorn anzufangen. Dass er damit scheitern muss, wird bald allen klar, nur ihm nicht …

## Produktionsnotizen
Frevel entstand im September/Oktober 1981 als Film-Fernseh-Coproduktion in Fleischmanns pfälzischer Heimat. Die Dreharbeiten fanden unter anderem in Neustadt an der Weinstraße, am Hambacher Schloss, Ludwigshafen am Rhein, Mannheim, Elmstein, Iggelbach, Gleisweiler, Bruchsal, St. Germanshof (deutsch-französische Grenze) und Lambrecht statt. Die Uraufführung fand am 28. Oktober 1983 im Rahmen der Hofer Filmtage statt.

## Kritiken
„Am Anfang des Films glaubt man noch in eine klare, einfache Geschichte zu treten. Fleischmann, in der Rolle des Polizisten, zieht den Zuschauer immer stärker in die andere, zweite Geschichte hinein. Aus dem Fall einer Mörderin wird der Fall eines Mannes, der eine Chance sieht, auszubrechen.“

„Für Fleischmann bedeutet Frevel eine große, eine großartige Rückwendung: zurück zu der pfälzischen Landschaft, in der er aufgewachsen ist, zurück zur Arbeit mit Laien-Darstellern, zurück zur gradlinigen, schnörkellosen Erzählweise.“

Im Lexikon des Internationalen Films heißt es: „Eine wirre, in zahlreiche Nebenhandlungen verästelte Mischung aus Kriminalfilm und psychologischer Studie, die eine interessante Grundidee, den Gegensatz zwischen vernunftsorientierter Welt und "unvernünftigen" menschlichen Reaktionen und Bedürfnissen, verschenkt. Produzent, Autor und Regisseur Fleischmann hat sich mit der Hauptrolle übernommen.“